# Adriaen van Wesel
Adriaen van Wesel (* kolem 1415, Utrecht ? - po 1490, Utrecht) byl severonizozemský řezbář, který působil hlavně v okolí Utrechtu.

## Život
O jeho narození a školení nejsou doklady. Roku 1447 byl zvolen mezi představené sedlářského cechu v Utrechtu, kam patřili i sochaři. Později vykonával veřejné funkce i jako člen domobrany a radní města Utrecht. O jeho díla byl značný zájem a mohl za ně žádat astronomické ceny. O zakázce na oltář Panny Marie Virgin pro Svaté bratrstvo při katedrále sv. Jana v 's-Hertogenbosch se zachovaly detailní záznamy, které dokládají postup a systém práce ve středověké sochařské dílně. Roku 1487 dodal oltář pro klášter sv. Agnietenbergu u Zwolle na objednávku biskupa Davida Burgundského (David van Bourgondië), nemanželského potomka Filipa Dobrého.
Řada děl Adriaena van Wesel byla zničena během ikonoklastického řádění kalvinistů roku 1566.

## Dílo
Van Wesel je považován za nejvýznamnějšího sochaře severního Nizozemska v době, kdy zde byli aktivní malíři Dieric Bouts, Albert van Ouwater a Geertgen tot Sint Jans. V jeho díle se projevuje sochařský cit pro plasticitu figur a prostorovou organizaci kompozice a lze ho považovat za protějšek expresivně realistické malby Huga van der Goes. V tomto ohledu vyniká skupina Sv. Josef a hrající andělé na oltáři Panny Marie v 's-Hertogenboschu.
Lidské postavy hrají u van Wesela ústřední roli. Vyznačují se velkou živostí výrazů a gest obličeje a pestrostí lidských typů. Práce Adriena van Wesela má řadu charakteristických rysů: postavy mají husté a dlouhé vlnité vlasy a mírně pokleslá oční víčka.

### Známá díla
- 1471 Hlavní oltář pro chrám Sv. Marie v Utrechtu
- 1475-1477 Mariánský oltář v katedrále sv. Jana v 's-Hertogenboschu, Rijksmuseum
- 1484 Hlavní oltář pro Nieuwe Kerk v Delftu
- 1487 Oltář pro klášter sv. Agnietenbergu u Zwolle
- 1489-1490 Sedm skupin soch pro predelu oltáře v Katedrále svatého Martina z Tours v Utrechtu
- Poslední večeře, Museum Boijmans van Beuningen

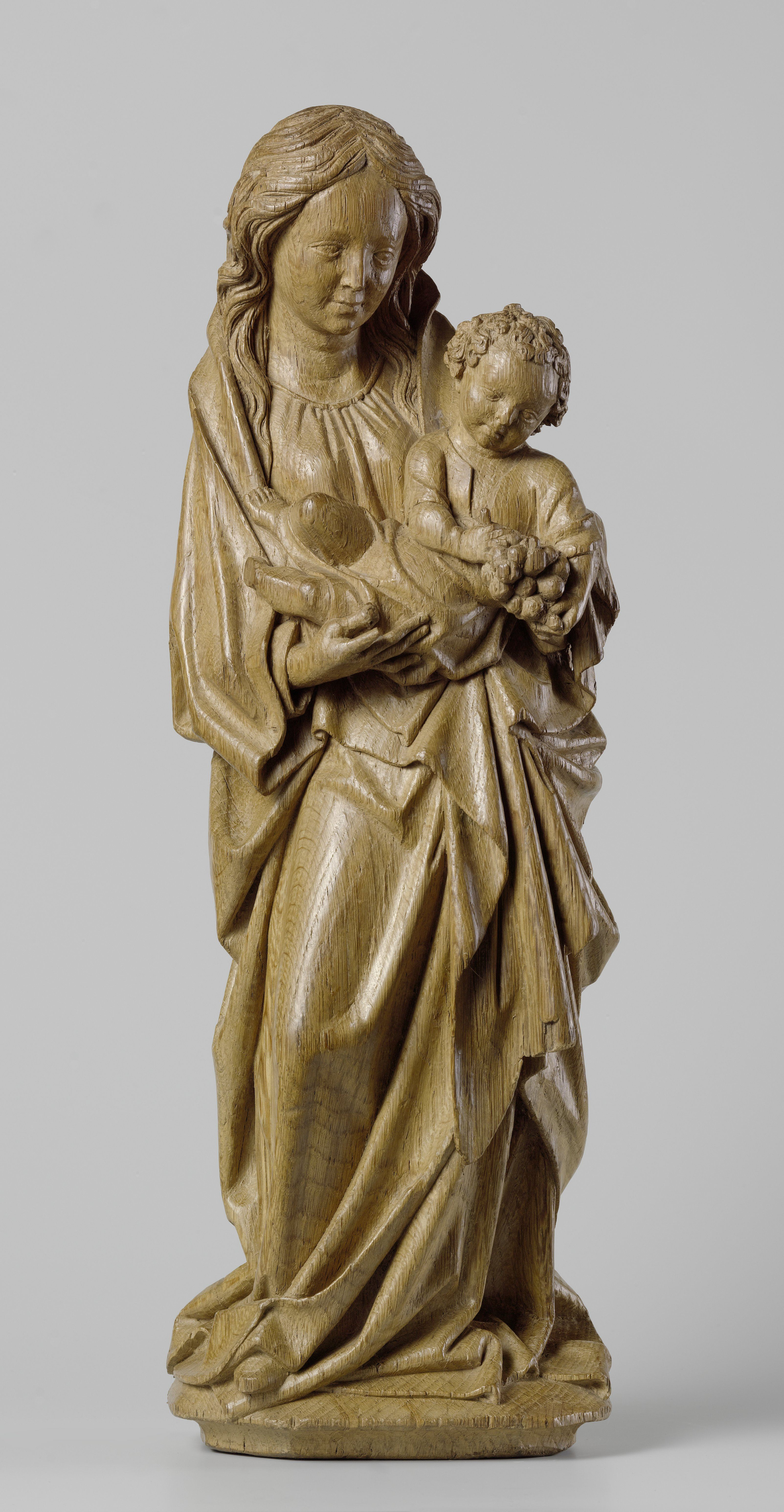
Adriaen van Wesel, Madona s dítětem, 1470- 1480, Rijksmuseum
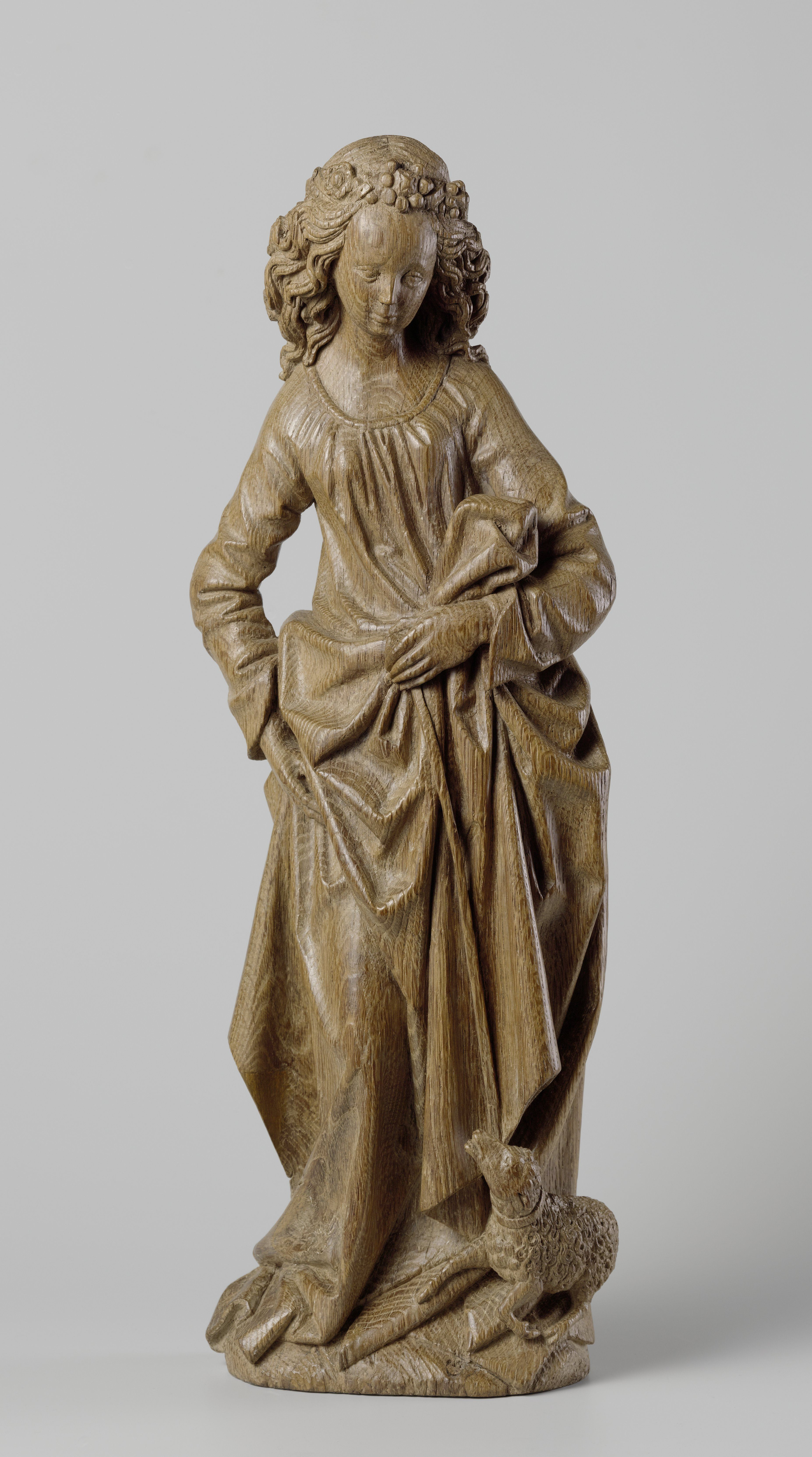
Adriaen van Wesel, Svatá Anežka, 1470- 1480, Rijksmuseum
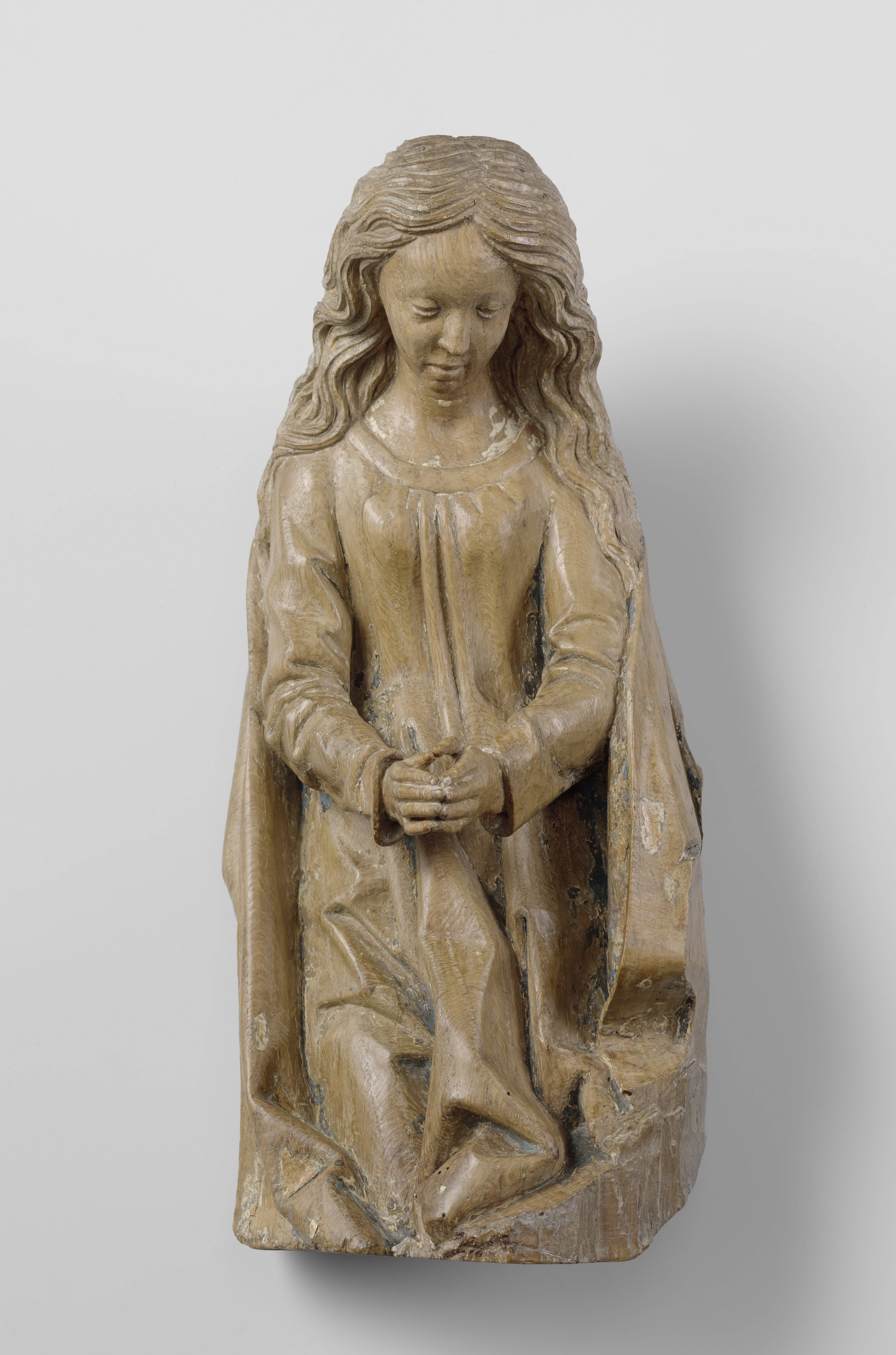
Adriaen van Wesel, Panna Marie, 1475- 1477, Rijksmuseum
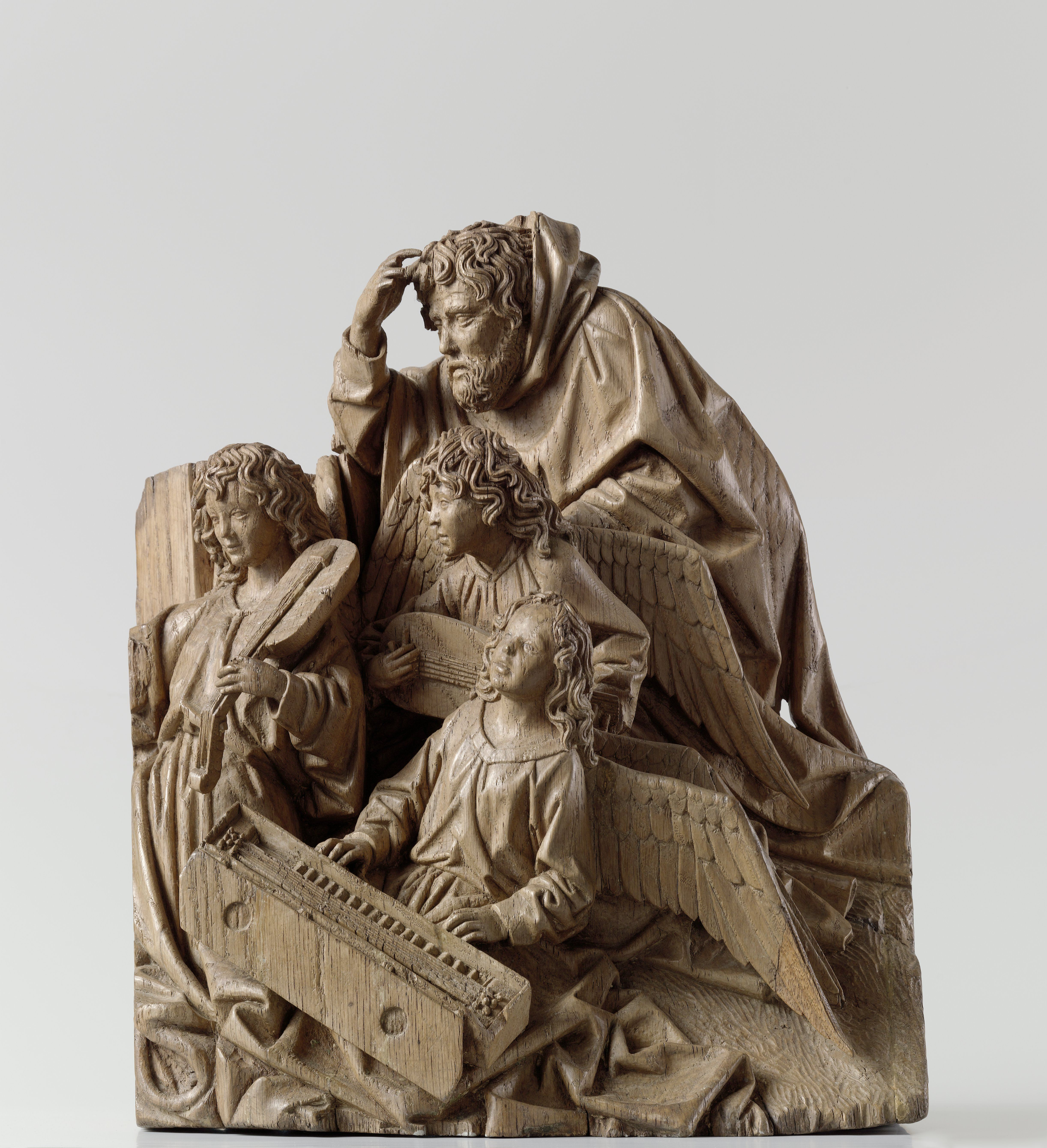
Adriaen van Wesel, Josef a tři andělé, 1475- 1477, Rijksmuseum
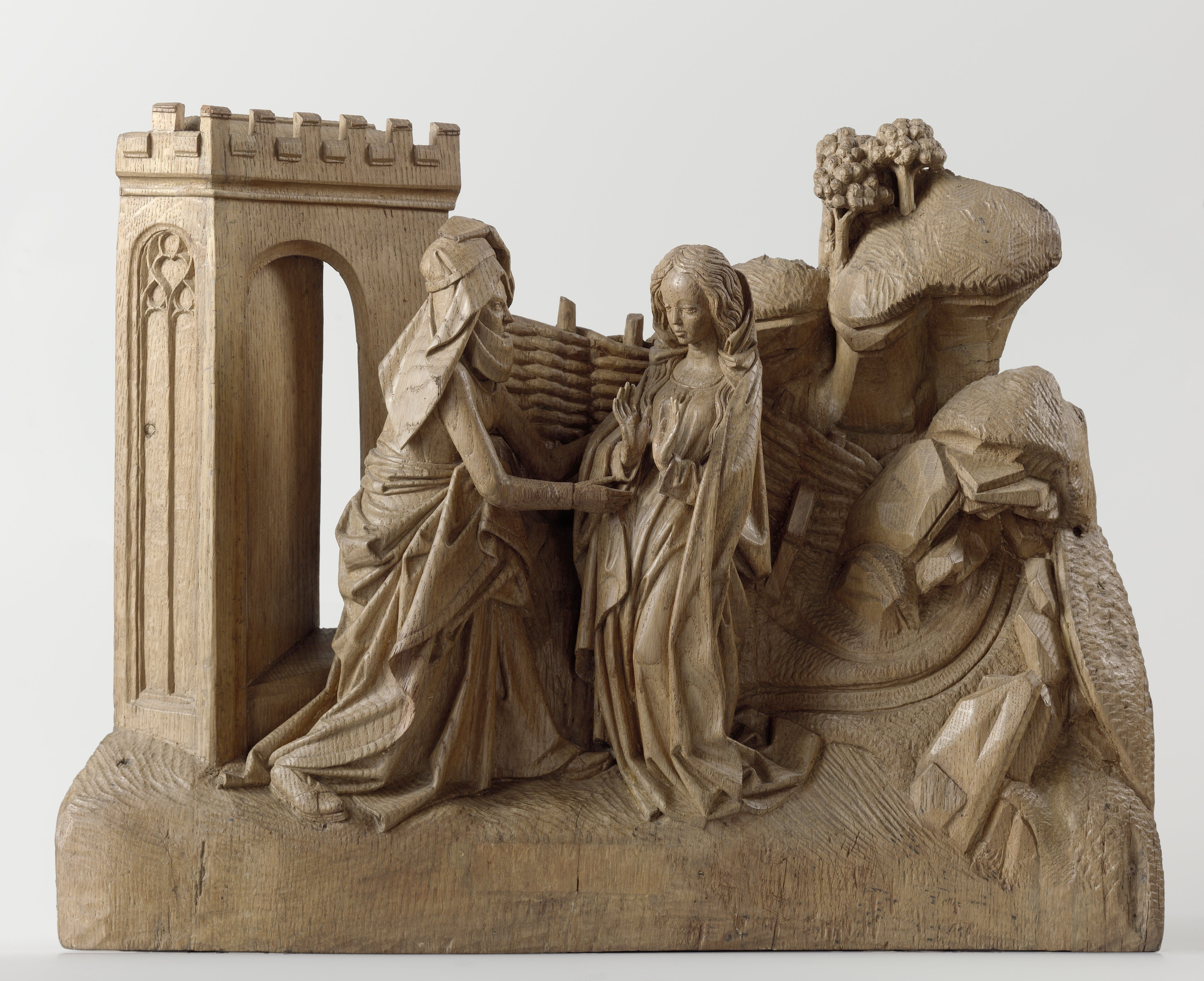
Adriaen van Wesel, Navštívení, 1475- 1477, Rijksmuseum
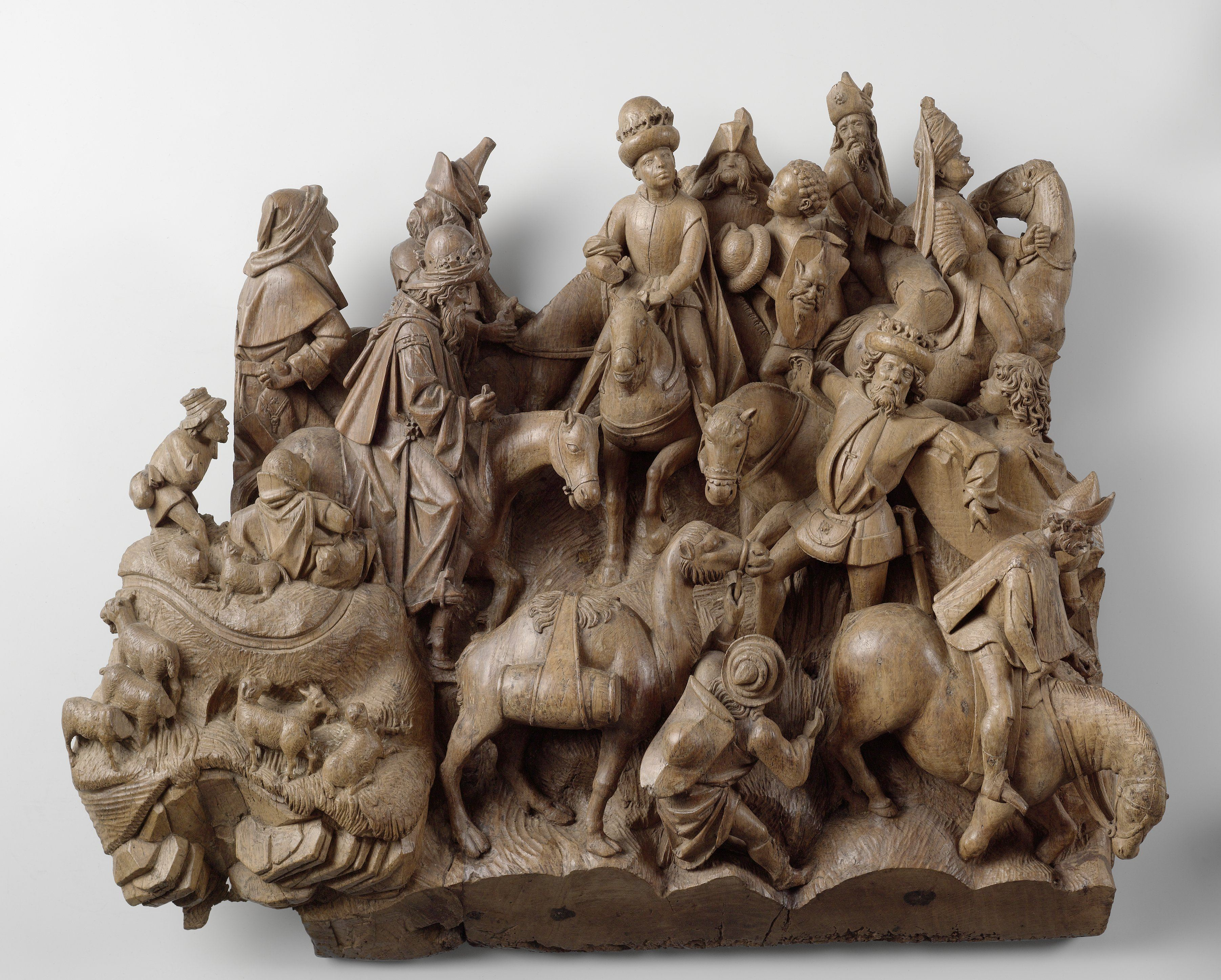
Adriaen van Wesel, Setkání králů, 1475- 1477, Rijksmuseum
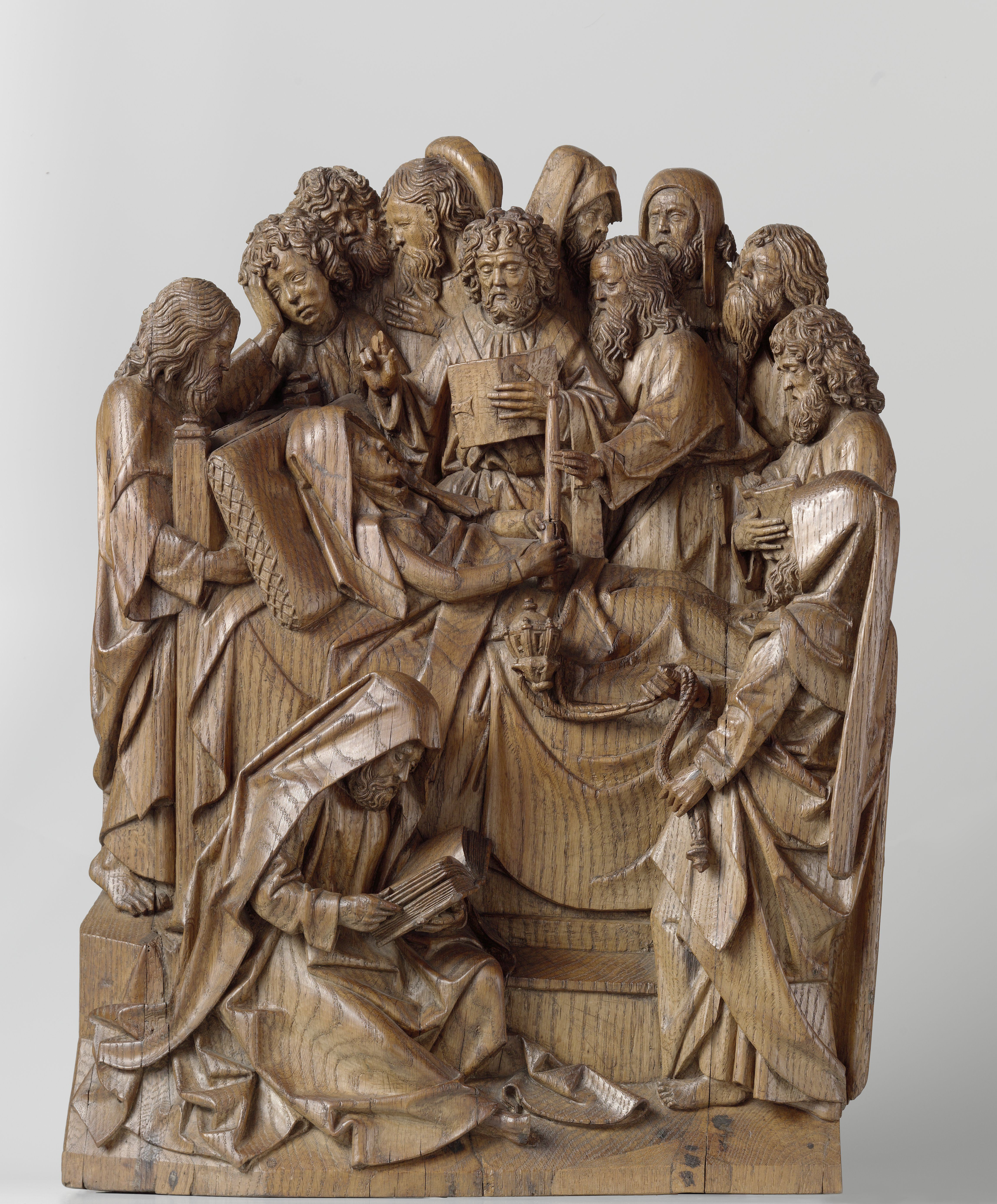
Adriaen van Wessel, Smrt Panny Marie, 1475-1477, Rijksmuseum